# Nikolai Hentsch
Nikolai Hentsch (* 10. August 1983 in Genf, Schweiz) ist ein ehemaliger brasilianischer Skirennfahrer.

## Karriere
Hentsch wurde in Genf als Sohn eines Schweizers und einer Brasilianerin geboren, wodurch er beide Staatsbürgerschaften besitzt. Er feierte sein internationales Renndebüt am 19. März 2001 bei einem FIS-Super-G in Verbier.  Bereits im darauffolgenden Winter nahm Hentsch das erste Mal an Olympischen Winterspielen teil. Bei den Wettkämpfen in Salt Lake City wurde er jedoch im zweiten Durchgang des Slaloms disqualifiziert.
Am 10. Dezember 2005 gab Hentsch bei der Abfahrt von Val-d’Isère sein Weltcupdebüt, wobei er als 69. die Punkteränge klar verpasste. Seine beste Platzierung im Weltcup war ein 38. Rang in der Super-Kombination von Chamonix am 3. Februar 2006. Bei seiner zweiten Teilnahme an Olympischen Winterspielen erreichte Hentsch im Riesenslalom mit Rang 30 seine beste Platzierung bei einem internationalen Grossereignis.
Abgesehen von internationalen Grossereignissen startete Hentsch hauptsächlich bei FIS-Rennen in Europa sowie im South American Cup.
Sein letztes internationales Rennen bestritt Hentsch bei den Weltmeisterschaften 2007 in Åre, wobei er im Rahmen des Qualifikationsrennen ausschied. Danach trat er nicht mehr als Rennläufer in Erscheinung.

## Erfolge

### Olympische Winterspiele
- Salt Lake City 2002: DSQ Slalom
- Turin 2006: 30. Riesenslalom, 43. Abfahrt, DNF Super-G, DNQ Alpine Kombination

### Weltmeisterschaften
- Åre 2007: DNQ Riesenslalom

### South American Cup
- 4 Platzierungen unter den besten 10

### Weitere Erfolge
- 4 Platzierungen unter den besten 30 bei FIS-Rennen
- Brasilianischer Meister im Super-G (2001, 2005)
- Brasilianischer Meister im Riesenslalom (2001, 2003)